# August Viladesau i Gispert
August Viladesau i Gispert (Calonge, 27 d'agost de 1898 - Puigcerdà, 6 d'abril de 1982) va ser pedagog i mestre de primària. La docència la va exercir gairebé sempre en un centre educatiu de Puigcerdà.
August Viladesau va néixer al domicili familiar del carrer Arpa de la vila de Calonge. Va estudiar les primeres lletres a l'escola pública d'aquesta població. Després va cursar secundària i la carrera de magisteri a Girona. Durant la carrera de mestre es va trobar amb el també calongí Pere Rosselló i Blanch. Viladesau i Rosselló van acabar la carrera junts, després que el professor de Religió els va comunicar a tots dos que havien aprovat l'assignatura, l'única que els faltava de saber.
El seu primer destí, com a interí, va ser l'escola del municipi d'Establiments, a tocar de Palma (illes Balears). Era l'any 1916 i el seu sou era de 500 pessetes anuals. El 1917 va ser destinat a Llagostera (Gironès). A principi del 1919 el van destinar a Girona, i la tardor del mateix any va ser enviat a l'escola de la Selva de Mar (Alt Empordà). Després d'un petit període, sempre com a mestre interí, com havia passat en els anteriors destins, va renunciar-hi pel fet que havia d'ingressar al servei militar. En acabar el servei, l'any 1923, el van destinar a l'escola de Ribes de Freser (Ripollès), però va decidir renunciar a aquest destí per anar, en propietat, a l'escola de Viladonja, poble del terme de les Llosses (Ripollès). L'any 1925 va ser destinat a l'escola de nens de Puigcerdà, amb plaça en propietat. El 1927 va néixer el seu únic fill, Josep, del matrimoni amb Joaquima Domènech Draper, que era natural d'Hostalric (Selva). Aquell mateix any va ser nomenat regidor municipal. Va ser director del centre de Puigcerdà des de l'any 1935. L'any següent, el 1936, se li va permetre, amb altres mestres, donar classes particulars.
En esclatar la Guerra Civil espanyola, el 1936, uns milicians que el tenien en una llista el van voler agafar, però uns altres el van acompanyar fins a l'estació del tren perquè marxés. Va anar a l'Alt Empordà, però, en ser bombardejada l'escola on havia d'anar, el van traslladar a Calonge i allà l'inspector el va nomenar mestre i va impartir classes entre els nois del poble i també entre els nens refugiats de la guerra. Poc després van venir a Calonge la seva dona i el seu fill. A finals de gener, quan les tropes franquistes entraven a Barcelona, Viladesau va ser cridat a files. Com que era alferes de complement, grau que s'havia tret durant el servei militar obligatori, que havia fet a l'Àfrica, va ser enviat a Sant Feliu de Pallerols per fer d'oficial instructor.
En acabar la guerra va ser depurat, primerament, com a militar republicà, i posteriorment, com a mestre. Encara que ben aviat va ser readmès a la docència, i va tornar a ocupar la direcció de l'escola de Puigcerdà. Entre els documents presentats per a la readmissió hi havia un escrit del diari La Vanguardia en què explicava que el seu fill havia guanyat un tercer premi en confecció de pessebres a Puigcerdà. En retornar a la capital de la Cerdanya va haver d'exercir, a petició de l'alcalde del moment, el doctor Pujol, de secretari municipal. Aquesta activitat la feia a les tardes, després de l'escola, i la va dur a terme entre tres o quatre mesos, fins que va arribar un secretari de carrera.
El 1964 va ser premiat amb 10.000 pessetes, i el mateix any el van guardonar amb la insígnia de l'Orde d'Alfons X el Savi. Es va jubilar el 1968, després d'haver fer de mestre durant 48 anys, 43 dels quals a Puigcerdà. El municipi li va retre un homenatge.